# Фонтекиари
Фонтекиа̀ри (на италиански: Fontechiari) е село и община в Централна Италия, провинция Фрозиноне, регион Лацио. Разположено е на 375 m надморска височина. Населението на общината е 1315 души (към 2010 г.).